# The Irrepressibles
The Irrepressibles (die Unbezähmbaren) ist eine britische Musikgruppe, die 2002 von Jamie Irrepressible (eigentlich Jamie McDermott) gegründet wurde. Die Band hat bisher drei Studioalben und sechs EPs veröffentlicht. Alle Lieder wurden von Jamie Irrepressible geschrieben, der sie als autobiografisch bezeichnet und in ihnen unter anderem seine Homosexualität thematisiert.

## Geschichte
Die Band stammt ursprünglich aus Scarborough, North Yorkshire, war einige Zeit lang in London beheimatet und lebt heute in Berlin.
Am 11. Januar 2010 veröffentlichten The Irrepressibles ihr Debütalbum Mirror Mirror mit 12 Songs, die von Jamie Irrepressible geschrieben und von Dimitri Tikovoï und William Turner Duffin produziert wurden. Das Album enthält auch die Single In This Shirt. Im November 2012 wurde das zweite Album Nude herausgebracht, das die Single Two Men in Love enthält. In den Jahren 2013 und 2014 wurden noch insgesamt drei EPs veröffentlicht, die auf das vorherige Album Nude aufbauen.

## Diskografie

### Alben
- 2010: Mirror Mirror
- 2012: Nude
- 2020: Superheroes

### EPs
- 2005: My Witness
- 2005: Knife Song
- 2009: From the Circus to the Sea
- 2013: Nude: Landscapes
- 2014: Nude: Viscera
- 2014: Nude: Forbidden

### Singles
- 2011: In This Shirt
- 2012: Two Men in Love
- 2020: The Most Beautiful Boy